# Armée de Ramsès II
L’armée de Ramsès II est certainement la plus puissante et la mieux organisée de toute l'histoire de l'Égypte. Cette époque —la XIXe dynastie— étant peut-être la période la mieux connue des temps pharaoniques, nous disposons de détails suffisants pour connaître de l'intérieur les rouages d'une machine parfaitement rodée qui a pleinement contribué à la grandeur de l'empire.
Si l'armée de Ramsès II bénéficie d'une organisation sans précédent, elle le doit déjà à ses prédécesseurs de la XVIIIe dynastie. Ainsi, Horemheb, qui fut un grand général sous Amenhotep III avant de devenir pharaon, divisa ses troupes en deux grands corps, cantonnés, l'un dans le delta du Nil et l'autre dans le Sud afin d'être rapidement opérationnels soit en Asie, soit en Nubie.
À son tour, Séthi Ier, père de Ramsès II, réorganise l'armée, la décomposant en trois divisions, placées chacune sous la protection d'un dieu, Amon, Rê et Ptah. Lorsque Ramsès monte sur le trône, il rajoute une quatrième division, dédiée à Seth. Chacune de ces unités se compose de cinq mille hommes.

## Commandement
En dehors de Pharaon, chef suprême, l'état-major se compose de généraux en chef et de princes du sang.
Pour commander ses troupes, Ramsès II choisit des généraux de grande valeur, qui ont pour tâche principale de tenir leurs soldats prêts à combattre.
Chaque division est divisée en compagnies de deux cent cinquante hommes, placés sous l'autorité d'un capitaine porte-étendard. Les compagnies sont elles-mêmes subdivisées en cinq sections de cinquante hommes, commandées par des « chefs des cinquante ».
Les nobles fournissent la majeure partie des officiers de char. Les charriers, dont l'entraînement est très sévère, sont placés sous le commandement des lieutenants commandants de chars et des surintendants des écuries.
Les troupes stationnées dans les garnisons hors des frontières sont sous la responsabilité de commissaires royaux.
La majorité des officiers supérieurs sont égyptiens, hormis certains chefs de tribus mercenaires, lesquelles sont traditionnellement commandées par un des leurs.

## La division d'Amon
La division d'Amon est stationnée à Thèbes, en Haute-Égypte, prête à intervenir dans le sud du pays.
Lors de la bataille de Qadesh, la division d'Amon (5 000 hommes) doit faire face seule aux 2 500 chars et aux milliers de fantassins de l'armée hittite.

## La division de Rê
La division de Rê est cantonnée dans le delta du Nil afin de contrôler la frontière asiatique.
Lors de la bataille de Qadesh, la division de Rê (4 000 hommes) croule sous l'impact des Hittites qui fondent sur le camp de Ramsès.

## La division de Ptah
La division de Ptah, formée de soldats originaires de Memphis, est cantonnée dans leur région.
Lors de la bataille de Qadesh, la division Ptah arrivera en renfort par le sud à marche forcée.

## La division de Seth
La division de Seth est cantonnée dans le delta du Nil afin de contrôler la frontière asiatique.

## Mercenaires

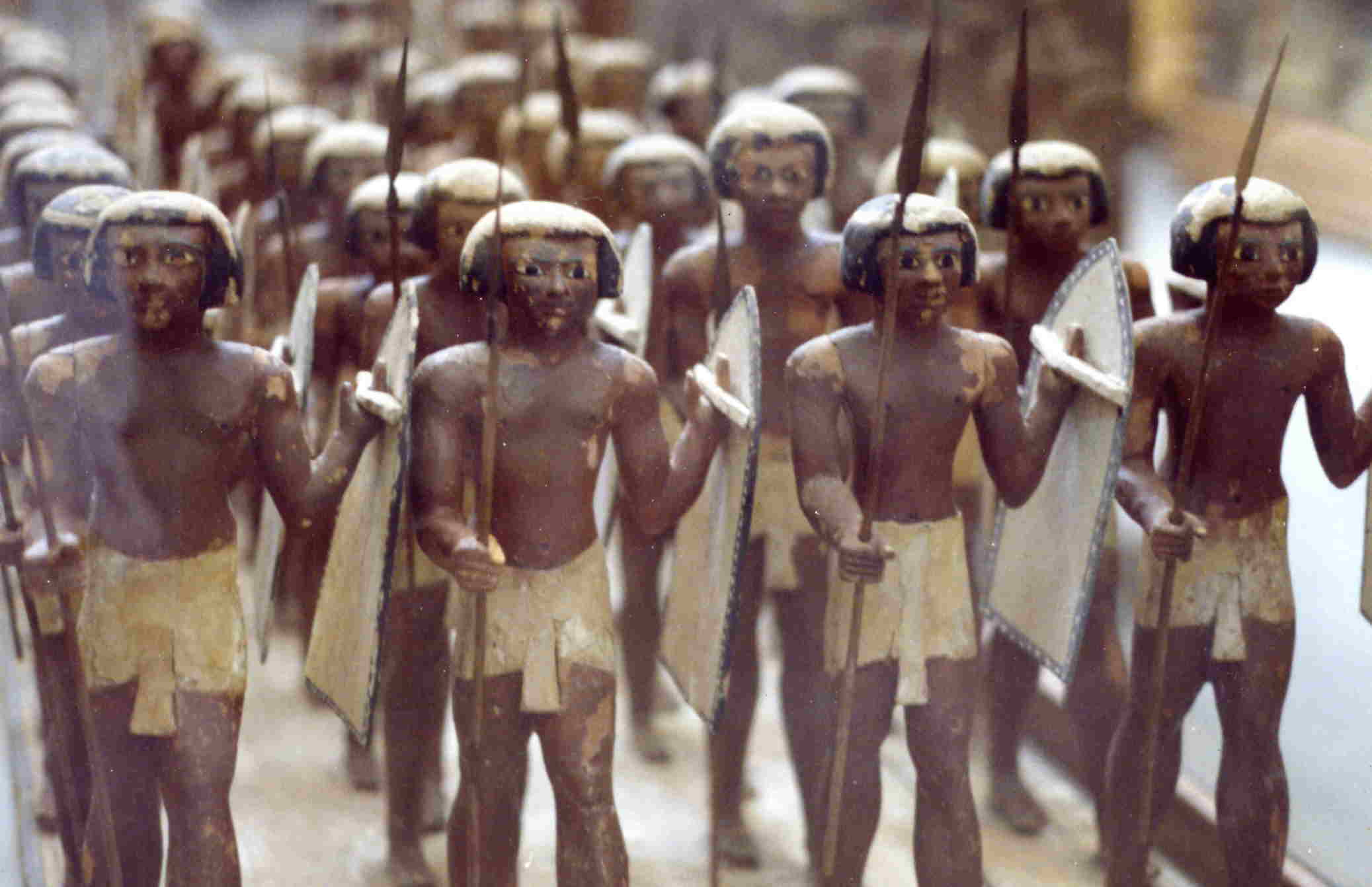
Soldats nubiens enrôlés dans l'infanterie égyptienne - - Musée du Caire

Si le recrutement, supervisé par le vizir, est toujours fondé sur la réquisition dans chaque province de troupes auxquelles vient s'ajouter un dixième du personnel des temples, Ramsès II, comme ses prédécesseurs, fait également appel aux mercenaires, dont le nombre n'a cessé de croître depuis la XIIe dynastie.
On trouve ainsi dans l'armée de Pharaon, des Asiatiques, des Kéheks (Libyens), des archers nubiens ainsi que des Shardanes (Peuples de la mer).
Lors d'une campagne en Syrie, des scribes ont donné le nombre exact des mercenaires intégrés dans une des divisions :
« Soldats égyptiens au nombre de mille neuf cents. En outre, cinq cent vingt Shardanes, mille six cents Qeheqs, cent Mâchaouachs et huit cents Noirs (Nubiens). Total, cinq mille en tout, sans compter les officiers. »

## Écuries
Depuis la victoire remportée sur les Hittites à Qadech, on sait Ramsès II totalement dévoué à ses chevaux. Les écuries de Qantir, dont le site est actuellement fouillé par la mission allemande du Pelizaeus Museum de Hildesheim, sont localisées à une centaine de kilomètres au nord-est du Caire, probablement à l'emplacement de Pi-Ramsès.
Au sud du site s'étendaient sur près de 15 000 m2, les écuries du palais, qui viennent récemment d'être mises au jour. Plusieurs ensembles analogues ont été dégagés à proximité les uns des autres, chaque ensemble se composant d'une cour dotée d'un portique à quatre colonnes palmiformes, avec des murs couverts de peintures.
Dans l'une des grandes cours, un protocole royal daté de l'an 30 du règne de Ramsès II indique que l'on se trouve dans la cour de la charrerie. Des traces de sabots découvertes à certains endroits le confirment. D'autres types de traces plus anciennes datent probablement du règne d'Horemheb, mais il semble évident que ces écuries ont été bâties sous Ramsès II.
L'existence de cinquante-cinq écuries comportant chacune cinq rangées de six stalles permet d'évaluer à près de mille-six-cent-cinquante le nombre des chevaux, sans compter ceux qui étaient hébergés dans les salles à colonnes. Il semble que le haras royal abritait environ quatre-cents chevaux et leurs palefreniers. Chaque écurie était également accessible par une petite porte que les palefreniers empruntaient pour aller soigner les chevaux appartenant à la charrerie royale. La présence de petits compartiments murés servant d'armoires et de garde-mangers confirment que le personnel attaché à ces écuries vivait sur place. De nombreux objets ont été exhumés à ce jour : éléments du harnachement des chevaux mais aussi épées, flèches, pointes de lances, etc.
Chaque animal disposait d'une stalle dans laquelle se trouvait une pierre d'attache. Il est probable que son nom était inscrit sur le mur.